# 아담 말릭
아담 말릭 바투바라(인도네시아어: Adam Malik Batubara, 1917년 7월 22일 ~ 1984년 9월 5일)는 인도네시아의 정치인, 외교관, 언론인으로 1978년 3월 23일부터 1983년 3월 11일까지 수하르토 대통령 밑에서 인도네시아의 제3대 부통령을 역임했다. 그 전에는 1977년 10월 1일부터 1978년 3월 23일까지 인민대표의회(인도네시아 하원)·국민협의회(인도네시아 상원) 의장을, 1966년 3월 28일부터 1977년 10월 1일까지 인도네시아 외무부 장관을, 1971년부터 1972년까지 유엔 총회 의장 등을 역임하면서 여러 외교 및 정부 직책을 역임했다.
1917년 7월 22일에 북수마트라주 페마탕시안타르에서 태어났다. 비교적 편안하게 자랐으며 네덜란드령 동인도 시대에 설립된 네덜란드 원주민 학교(Hollandsch-Inlandsche School)에서 교육을 받았다. 1937년에 안타라 통신사 설립 개척했고 식민지 정부의 정치 집회 금지 명령에 불복해 감옥에 갇히는 등 인도네시아의 독립을 적극적으로 지지했다. 1945년 8월 17일에 일어난 인도네시아의 독립 이전에는 렝가스뎅클록 사건과 인도네시아 독립 선언 과정에 관여했다. 독립 이후에는 인민대표회의 위원과 무역부 장관 등 여러 정부 직책을 역임했다. 그는 인도네시아의 수카르노 대통령이 몰락한 이후에도 정부에서 계속 근무했고 1966년에는 외무부 장관으로 임명되었다. 1977년에는 인민대표의회·국민협의회 의장으로 선출되었다. 1978년에는 하멩쿠부워노 9세의 뒤를 이어 인도네시아의 제3대 부통령으로 선출되었고 다시는 지명될 의향이 없다고 말했다.
그는 부통령으로 재직하는 동안에 인도네시아 정부에서 봉건제와 같은 구조가 증가하고 부패가 만연하다고 비판하며 이를 "전염병"이라고 불렀다. 1983년에 말릭의 부통령 임기가 끝났고 우마르 위라하디쿠수마가 그 자리를 물려받았다. 아담 말릭은 1984년 9월 5일에 반둥에서 간암으로 인하여 향년 67세를 일기로 사망했다. 그의 유해는 자카르타에 위치한 칼리바타 영웅 묘지에 안장되었다. 그의 아내와 자녀들은 나중에 아담 말릭 박물관을 설립했다. 1998년 11월 6일에 《인도네시아 대통령령 제107호/TK/1998》에 따라 인도네시아 국민영웅으로 지정되었다.

## 생애 초반
아담 말릭 바투바라는 1917년 7월 22일에 북수마트라주 페마탕시안타르에서 태어났다. 그는 바투바라 가문의 바탁 만다일링 무슬림 가문 출신이다. 그의 아버지는 압둘 말릭 바투바라(Abdul Malik Batubara)이고 어머니는 살라마 루비스(Salamah Lubis)였다. 그는 9남매 가운데 셋째 아이로 태어났다. 그의 가족은 비교적 부유했으며 부모는 모두 상인이었다. 그의 고향에서 뷰익 세단을 소유한 사람은 가족뿐이었다. 아담 말릭은 성장기에 독서, 사진 촬영, 카우보이 영화 시청을 좋아했다. 아담 말릭은 페마탕시안타르에 설립된 네덜란드 원주민 학교(Hollandsch-Inlandsche School)에서 기초 교육을 받았다. 그는 서수마트라주 부키팅기에 있는 수마트라 타왈립 이슬람 기숙학교 파라벡에서 교육을 계속 받았지만 불과 1년 반만에 부모님을 돕기 위해 고향으로 돌아가게 된다.

## 정치 경력 초반
아담 말릭은 1930년에 자신의 고향인 페마탕시안타르에서 정치에 입문하기 시작했다. 처음부터 인도네시아 독립을 위한 투쟁에 헌신했던 그는 의식적으로 정치 분야를 선택했고 인도네시아가 독립한 이후에도 기능적인 역할에 참여했다. 17세 시절에는 파르틴도(Partindo, 인도네시아당) 페마탕시안타르 지부 의장을 역임했다. 말릭은 이 직책에서 네덜란드 식민지 정부가 인도네시아에 독립을 부여할 것을 촉구하는 캠페인을 벌였다. 그 결과 말릭은 식민지 정부의 정치 집회 금지 조치를 위반한 혐의로 수감되었다. 석방된 이후에 말릭은 페마탕시안타르를 떠나 자카르타로 향했다. 아담 말릭은 20세가 되면서부터 저널리즘 분야에서 경력을 쌓았다. 1937년에는 수마낭 수료위노토, 시파후타르, 아르민 파네, 압둘 하킴 하라합, 판두 카르타위구나와 함께 자카르타에 본부를 둔 안타라(Antara) 통신사 설립을 개척했다. 당시 아담 말릭은 안타라의 편집장 겸 부국장으로 임명되었다. 아담 말릭은 안타라 이외에도 《펠리타 안달라스》(Pelita Andalas) 신문과 《파르틴도》(Partindo) 잡지 등 여러 신문에 여러 기사를 기고하기도 했다.
제2차 세계 대전 시기에 일본 제국이 인도네시아를 점령하던 당시에 아담 말릭은 자카르타에서 인도네시아의 독립을 준비하는 청년 운동 지도부의 일원이었으며 일본군에 맞서 적극적으로 싸웠다. 아담 말릭은 인도네시아 독립 선언을 앞두고 벌어진 사건에서도 중요한 역할을 했다. 말릭은는 1945년 8월 16일에 인도네시아의 독립에 찬성하던 청년들과 함께 인도네시아의 민족주의 운동 지도자였던 수카르노와 모하맛 하타를 납치했다. 그들은 두 지도자를 렝가스뎅클록 마을로 데려가 연합군에 항복한 일본 점령군이 남긴 공백을 메우기 위해 인도네시아의 독립을 선언하도록 강요했다. 수카르노와 하타는 마침내 1945년 8월 17일에 인도네시아의 독립을 선언했는데 두 사람은 각각 인도네시아의 초대 대통령과 부통령으로 선출되었다.
인도네시아는 1949년에 열린 네덜란드와의 원탁 회의를 통해 국제 사회에서 독립된 주권 국가로 인정받았다. 아담 말릭은 이 때부터 여러 조직 활동에 점점 더 적극적으로 참여했다. 그는 인도네시아의 공산주의 정당인 무르바(Murba)의 창당자이자 인민당 당원 가운데 한 명이 되었다. 1956년에는 1955년 인도네시아 총선 결과를 바탕으로 탄생한 인민대표의회 위원으로 활동하는 데 성공했다. 1963년부터 1964년까지 무역부 장관을 역임한 이후에 수카르노 내각에서 지도경제구현부 장관으로 임명되었다. 그 후 아담 말릭은 외교관의 직책을 맡게 되었다. 1959년에는 소련과 폴란드 주재 인도네시아 대사로 임명되었다. 그 후 아담 말릭은 미국 워싱턴 D.C.에서 열린 서뉴기니 문제에 관한 인도네시아와 네덜란드 간의 협상을 위한 인도네시아 대표단 의장으로 임명되었다.

## 신질서
수카르노 대통령이 정책에서 인도네시아 공산당의 영향을 점점 더 많이 받자 아담 말릭은 수카르노주의 보존 기구를 설립했다. 이 기관은 수카르노주의 사상을 비공산주의적인 의미로 번역하고 수카르노라는 이름을 사용하여 인도네시아 공산당을 비판하는 것을 목표로 했다. 수카르노는 이 사실을 알지 못했고 1965년에 수카르노주의 보존 기구를 금지했다. 아담 말릭은 압둘 하리스 나수티온 장군, 루슬란 압둘가니와 함께 반공주의 입장을 취했기 때문에 인도네시아 공산당의 경멸을 받았다. 그로 인하여 수카르노와 말릭의 관계는 냉랭해졌다. 말릭은 인도네시아에서 활동하던 일본 출신 공작원인 니시지마 시게타다의 소개를 받아 자카르타에 위치한 한 안전한 집에서 클라이드 매카보이 미국 중앙정보국(CIA) 국장을 만나 수카르노의 내부 인사와 인도네시아 공산당 간의 관계에 대한 정보를 CIA에 제공하기 시작했다. 1965년에 작성된 미국 중앙정보국의 기록에 따르면 아담 말릭은 5,000만 루피아를 받은 것으로 알려졌다.
미국 중앙정보국 극동 담당 부서에서 근무하던 윌리엄 콜비가 미국 국무부에서 근무하던 윌리엄 번디에게 쓴 글에는 "1965년 12월 2일에 그린 인도네시아 주재 미국 대사가 "군대에서 영감을 받았지만 민간인으로 구성된 행동 단체인 '캅-게스타푸'(Kap-Gestapu)에 5,000만 루피아를 비밀리에 지급하기로 한 것은... (379-380쪽)"이라는 문단이 등장한다. 인도네시아 자카르타 주재 미국 대사관에서 근무하던 미국 관리들은 수천 명의 인도네시아 공산당 지도부 명단을 말릭의 보좌관에게 전달했다. 그런 다음에 이 명단은 말릭에게 전달되었는데 말릭은 수하르토가 있던 본부에 해당 명단을 전달했다. 인도네시아에 신질서가 들어선 1965년 말부터 1966년까지 공산주의자 또는 기타 악의적인 소수자에 속하는 혐의로 기소된 인도네시아 국민 500,000명 이상이 인도네시아 정부군, 수하르토를 지지하던 준군사조직에 의해 살해당했다. 수카르노는 1966년에 수페르세마르(Supersemar)로 알려진 대통령령을 통해 수하르토 중장에게 행정권을 넘겨주면서 행정권을 잃었다. 수카르노는 계속 대통령 직함을 유지했지만 사실상의 모든 권력은 수하르토에게 넘어갔다. 그 후 내각 개편을 통해 말릭은 외무부 장관을 맡게 되었다. 말릭은 수하르토, 하멩쿠부워노 9세와 함께 수카르노의 정책을 뒤집기 위해 삼두 정치인단을 구성했다.
말릭은 외무부 장관으로서 인도네시아의 부채 상환 일정을 재조정하기 위해 서방 국가들을 방문했다. 말릭은 또한 새 정권의 보다 개방적인 경제 정책에 더 부합하기 위해 그 해에 외국인 투자 수용 거부 정책을 내세우던 정당인 무르바에서 탈당하게 된다. 말릭은 1967년에 필리핀, 태국, 싱가포르, 말레이시아 부총리와 함께 베트남에서 일어난 공산주의 세력의 확장에 맞서 단합된 전선을 형성하기 위해 공식적으로 동남아시아 국가 연합(ASEAN, 아세안)을 결성했다. 이 무렵 아담 말릭은 정상회담에서 인도네시아를 대표하여 수하르토 대통령을 대신할 예정이었지만 수하르토는 재임 초기에 외교 정책에 관심이 없었다.
아담 말릭은 인도네시아가 동남아시아에서 외교 정책에 접근해야 하는 방식을 놓고 마라덴 팡가베안 장군과 같이 수하르토 휘하의 인도네시아군 장군들과 여러 가지 이견을 보였다. 장군들은 인도네시아와 아세안의 지역 이웃 나라들이 실질적으로 긴밀한 안보 협력을 맺기를 원했다. 장군들은 또한 베트남 전쟁에서 남베트남(베트남 공화국)을 돕기 위해 인도네시아 군대를 파견하는 데 찬성했다. 반면에 말리릭은 아세안은 군사 협력이 아니라 경제에 관한 것이어야 한다고 주장했다. 이 사건에서 그는 수하르토의 지원을 받았다.
말릭은 또한 수하르토 정권이 인도네시아 공산당의 지지자로 간주했던 중화인민공화국에 대해 더 부드러운 입장을 취했다. 말릭은 1971년에 유엔 총회 의장으로 선출되었다. 말리크는 동티모르 침공으로 이어질 위기에 잠시 관여했다. 말릭은 주제 하무스오르타가 이끄는 동티모르 대표단에게 인도네시아가 동티모르 위기에 관여하지 않을 것이라고 약속했다. 수하르토는 처음에는 동티모르에 대한 이러한 입장을 지지했지만 1975년에 장군들에게 개입하여 침공하도록 설득당했다. 말릭은 1977년 말리크는 인민대표의회(인도네시아 하원)·국민협의회(인도네시아 상원) 의장직을 맡으면서 외무부 장관 자리에서 물러났다.

## 부통령
수하르토 대통령과 하멩쿠부워노 9세 부통령 간의 조합은 한 번 더 유지될 것으로 예상되었다. 그러나 하멩쿠부워노 9세는 수하르토의 권위주의와 부패 증가에 환멸을 느꼈는데 이러한 2가지 요소는 수하르토에게 대통령 임기를 더 이상 수행하지 말 것을 요구하는 시위대에 의해 인정받기도 했다. 1978년 2월에는 반둥 공과 대학교 학생들이 수하르토가 대통령에 당선되어서는 안 되는 이유를 담은 책을 출간하면서 시위는 절정에 달했다. 이에 수하르토는 캠퍼스를 점령하기 위해 군대를 파견하고 책에 대한 금지령을 내렸다. 하멩쿠부워노 9세는 수하르토의 조치를 받아들일 수 없었고 1978년 3월에 하원 의원의 부통령 지명을 거부하게 된다. 수하르토는 하멩쿠부워노 9세에게 마음을 바꿔달라고 요청했지만 하멩쿠부워노 9세는 계속해서 건강 문제를 이유로 들면서 지명을 거부했다. 수하르토는 몇 가지 대체 후보를 고려한 끝에 아담 말릭을 부통령으로 임명했다.
말릭은 부통령으로서 자신이 많은 역할을 할 수 없다고 느꼈다. 그는 부통령으로 재직하는 동안에 도자기, 조각상, 보석 등 다양한 물품을 수집하는 것을 좋아했다. 그의 컬렉션에서 수집한 5,000점 이상의 유물은 아내가 관리하는 박물관에 전시되었다. 그러나 부통령으로서의 행적은 주로 별다른 일이 없었고 때때로 프로젝트를 시작하고 세미나를 여는 역할만 했다. 아담 말릭은 부통령임에도 불구하고 정부를 비판하는 것을 두려워하지 않았다. 1979년에는 수하르토 정권이 《1945년 인도네시아 헌법》의 정신을 위반했다고 지적했다. 그는 또한 인도네시아 정부에서 봉건주의가 증가하고 있다고 비판했는데 수하르토가 봉건적인 자바섬의 왕처럼 행동하고 있다고 지적했다. 말릭은 1981년에는 수하르토 정권의 부패에 대해 "전염병"이라고 언급했다.

### 죽음과 유산
아담 말릭은 부통령 임기가 끝난 이후에 서자바주 반둥으로 이주했으며 1984년 9월 5일에 간암으로 인하여 향년 67세를 일기로 사망했다. 그의 유해는 자카르타에 위치한 칼리바타 영웅 묘지에 안장되었다. 이후 그의 아내와 자녀들은 아담 말릭 박물관을 설립하여 그의 이름을 불멸의 존재로 만들었다. 그는 1998년 11월 6일에 《인도네시아 대통령령 제107호/TK/1998》에 따라 인도네시아 국민영웅으로 지정되었다.